# Музей Гуггенхайма в Вильнюсе
Музей Гуггенхайма в Вильнюсе (также ЦСИ — Центр современного искусства) был проектом филиала всемирно известного американского Музея современного искусства Гуггенхайма. Его планировали построить в деловом центре столицы Литвы городе Вильнюсе, в районе Шнипишкес на берегу реки Нерис , площадью 13-14 тысяч квадратных метров.
Инициатива создания в Вильнюсе нового музейного центра принадлежала бывшему на тот момент мэру города Артурасу Зуокасу, автор идеи музея — В. Буткус (бывший председатель правления компании биотехнологий «Ферментас»). Переговоры велись с осени 2006 года, первоначально проект поддерживало правительство Литвы. Возможным партнёром мог стать петербургский Эрмитаж.
В 2012 году стало известно, что филиал предпочли строить в Хельсинки, однако и финский проект не удался.

## История
Конкурс на проектирование
В международном архитектурном конкурсе на проектирование музея, завершившемся в апреле 2008 года, принимали участие три звезды мирового класса:
- Даниэль Либескинд;
- Массимилиано Фуксас;
- Заха Хадид.

Победителя определило международное жюри в составе:
- Томас Кренц — директор фонда Соломона Р. Гуггенхайма;
- Михаил Пиотровский — директор Эрмитажа;
- Петер Шмал — директор Музея немецкой архитектуры во Франкфурте-на-Майне;
- Гедиминас Киркилас — премьер-министр Литвы;
- Юозас Имбрасас — мэр Вильнюса;
- Гинтарас Чайкаускас — зампредседателя Союза архитекторов Литвы.

Победу одержала Заха Хадид. Специалисты утверждают, что проект-победитель З. Хадид повторяет десятки её таких же проектов в мире, и один из них — музей техники в Вольфсбурге (Германия).
Дискуссии
Министерство культуры Литвы, в обоснование привлекательности проекта, перечисляет:
для осуществления этого проекта будет привлечено около 20 млн литов инвестиций частного капитала;
в краткосрочной перспективе, на время строительства, появятся новые рабочие места;
позже в ЦСИ появятся 20 постоянных рабочих мест;
деятельность этого учреждения стимулирует развитие искусства и культуры, непосредственно повлияет на развитие туризма, внесёт лепту в развитие экономики страны.
Однако правительством высказываются сомнения относительно развития туризма в связи со строительством музея, поскольку предполагаемая экспозиция музея будет ориентирована на местных посетителей либо приезжих из других регионов Литвы — в коллекцию центра должны поступить недоступные до сих зрителю произведения современного литовского искусства с 1960 года  , которые эксперты сочтут достойным внимания; через 3-5 лет после открытия собирается передать туда свою коллекцию и В. Буткус, в которую он уже инвестировал 6 млн литов.
Также высказываются сомнения в конкурентоспособности данного центра культуры, его экономической обоснованности.
Подсчитано, что в первые 5 лет работы центра на покрытие части расходов учреждения ежегодно потребуется по 500 тысяч литов, а позже — по 1,5 млн литов «для полного содержания музея». Также государство должно выделить на строительство 10 млн литов. При этом земельный участок остался бы государственный.
Министерство культуры и В. Буткус предлагают присвоить музею статус культурного объекта государственной важности (такой статус позволит претендовать на выделение средств из структурных фондов ЕС). Стоимость проекта составила бы тогда 30 млн литов — 20 млн из них инвестирует Буткус и его супруга — единственные совладельцы, а 10 млн рассчитывают получить из фондов ЕС. Здание музея должно занимать не свыше 6 тыс. м².
Сторонником проекта является и нынешний мэр столицы Артурас Зуокас.
Столичная мэрия обязалась завершить подготовку земельного участка под строительство Центра современного искусства до конца апреля 2012 года и завершить строительство к июню 2014 года, но вскоре стало известно, что фонд предпочёл перенести проект в Хельсинки.